# Jugovo Polje
Jugovo Polje falu Horvátországban Verőce-Drávamente megyében. Közigazgatásilag Suhopoljéhoz tartozik.

## Fekvése
Verőce központjától légvonalban 15, közúton 16 km-re délkeletre, községközpontjától légvonalban 6, közúton 7 km-re délkeletre, Nyugat-Szlavóniában, a Papuk-hegység előterében, a Drávamenti-síkságon fekszik. Déli határában halad át a Drávamenti (Varasd-Eszék) főút.

## Története
A falu 19. század első felében gazdasági majorként keletkezett a Jankovich család birtokán. Első lakói Somogyból, Baranyából betelepített magyar családok voltak. A második katonai felmérés térképén már „Pusta Jugovo polje” néven találjuk.
A település neve az innen keletre egykor létezett Jugovac váráról ered, melyről ez az egész terület a Jugovac, illetve a Jugovo polje nevet kapta. Fényes Elek Verőce vármegye leírásában így ír erről a területről: „Jugovácz ingovány a verőczei és vucsini uradalmak határinál több száz hold földet ellepett, haszontalan sásas, kákas, rekettyés berekség, melly a verőczei uradalom vas szorgalma által a rácz-miholjáczi csatorna segedelmével kiszáríttatván, a legvirágzóbb rétekké, s legegészségesebb legelővé változtatott.”
A település Verőce vármegye Verőcei járásának része volt. 1869-ben 120, 1910-ben 246 lakosa volt. 1910-ben a népszámlálás adatai szerint lakosságának 95%-a magyar, 4%-a szerb anyanyelvű volt. Az I. világháború után 1918-ban az új szerb-horvát-szlovén állam, majd később (1929-ben) Jugoszlávia része lett. A magyar lakosság a II. világháború alatti üldöztetések miatt elmenekült. Helyükre a háború után prigorjei és zagorjei horvát családok települtek be. 1991-ben 130 főnyi lakosságának 95%-a horvát, 4%-a szerb nemzetiségű volt. 2011-ben a településnek 319 lakosa volt.

## Lakossága
| Lakosság változása | Lakosság változása | Lakosság változása | Lakosság változása | Lakosság változása | Lakosság változása | Lakosság változása | Lakosság változása | Lakosság változása | Lakosság változása | Lakosság változása | Lakosság változása | Lakosság változása | Lakosság változása | Lakosság változása | Lakosság változása |
| ------------------ | ------------------ | ------------------ | ------------------ | ------------------ | ------------------ | ------------------ | ------------------ | ------------------ | ------------------ | ------------------ | ------------------ | ------------------ | ------------------ | ------------------ | ------------------ |
| 1857               | 1869               | 1880               | 1890               | 1900               | 1910               | 1921               | 1931               | 1948               | 1953               | 1961               | 1971               | 1981               | 1991               | 2001               | 2011               |
| 0                  | 120                | 135                | 184                | 178                | 246                | 247                | 357                | 556                | 596                | 604                | 585                | 543                | 469                | 309                | 319                |

(1857-ben lakosságát Cabunához számították.)

## Nevezetességei
Szent Péter és Pál apostolok tiszteletére szentelt római katolikus kápolnája 1995-ben épült.